# Geminus (månekrater)
Geminus er et nedslagskrater på Månen. Det befinder sig på Månens forside nær den nordøstlige rand. På grund af dets placering får perspektivisk forkortning Geminus til at synes aflangt, når det ses fra Jorden, men krateret er næsten cirkulært. Det er opkaldt efter den græske astronom Geminus (?-ca. 70 f.Kr.).
Navnet blev officielt tildelt af den Internationale Astronomiske Union (IAU) i 1935. 

## Omgivelser
Geminuskrateret ligger i nærheden af kraterne Messala mod nordøst, Bernoulli stik øst og Burckhardt og Cleomedes mod syd.

## Karakteristika
Den cirkulære rand i Geminus har et antal udadgående hakker, særligt mod nord og øst. Kraterets "udkastninger" er stadig synlige i de uvejsomme omgivelser uden for randen, men et eventuelt strålesystem, som dannedes ved nedslaget, er for længst forsvundet som følge af erosionspåvirkning fra rummet. Den indre kratervæg er bred og har mange terrasser, omend disse nu er noget udjævnet ved erosion fra senere nedslag. Derimod er der ikke nedslag af betydning i kraterbunden, men den har en lang, smal central højderyg i kratermidten og gennemskæres af et par ret tydelige kløfter.

## Satellitkratere
De kratere, som kaldes satellitter, er små kratere beliggende i eller nær hovedkrateret. Deres dannelse er sædvanligvis sket uafhængigt af dette, men de får samme navn som hovedkrateret med tilføjelse af et stort bogstav. På kort over Månen er det en konvention at identificere dem ved at placere dette bogstav på den side af satellitkraterets midte, som ligger nærmest hovedkrateret. Geminuskrateret har følgende satellitkratere:
| Geminus | Længde  | Bredde  | Diameter |
| ------- | ------- | ------- | -------- |
| A       | 31,5° N | 51,8° Ø | 15 km    |
| B       | 34,2° N | 52,3° Ø | 10 km    |
| C       | 33,9° N | 58,7° Ø | 16 km    |
| D       | 30,6° N | 47,4° Ø | 16 km    |
| E       | 33,5° N | 48,5° Ø | 67 km    |
| F       | 32,1° N | 51,1° Ø | 22 km    |
| G       | 30,8° N | 48,6° Ø | 14 km    |
| H       | 31,6° N | 48,9° Ø | 15 km    |
| M       | 31,9° N | 48,5° Ø | 11 km    |
| N       | 31,4° N | 47,7° Ø | 24 km    |
| W       | 34,3° N | 47,4° Ø | 6 km     |
| Z       | 30,7° N | 46,7° Ø | 26 km    |

## Måneatlas
- Billeder af Geminuskrateret i LPI-måneatlasset
- USGS-kort